# Aciagrion pinheyi
Aciagrion pinheyi är en trollsländeart som beskrevs av Samways 2001. Aciagrion pinheyi ingår i släktet Aciagrion och familjen dammflicksländor. IUCN kategoriserar arten globalt som otillräckligt studerad. Inga underarter finns listade i Catalogue of Life.